# Šaľa
Šaľa (em húngaro: Vágsellye) é uma cidade da Eslováquia, situada no distrito de Šaľa, na região de Nitra. Tem 44,97 km² de área e sua população em 2018 foi estimada em 21.893 habitantes.

## Demografia
| Ano:        | 1994   | 2004   | 2014   | 2024    |
| ----------- | ------ | ------ | ------ | ------- |
| Broj ljudi: | 25 284 | 24 506 | 22 938 | 19 934  |
| Razlika:    |        | -3,07% | -6,39% | -13,09% |

| Ano:               | 2023   | 2024   |
| ------------------ | ------ | ------ |
| Número de pessoas: | 20 239 | 19 934 |
| Diferença:         |        | -1,50% |